# Hitachi G1000
El Hitachi SH-G1000 fue uno de los primeros y más grandes smartphones. Las nuevas unidades estaban disponibles para su compra a partir de agosto de 2003 a un precio inicial de 650 dólares. Contaba con un teclado QWERTY completo y una amplia pantalla TFT de 250x360 píxels y 65546 colores.
Era un teléfono de una sola banda y fue distribuido por Sprint para el uso de su red de datos PCS 1xRTT. Su sistema operativo era Pocket PC 2002. Vino con una base USB para sincronizar con un ordenador. Sprint descatalogó este teléfono con el aumento de popularidad de Windows Mobile 2003, al que el G1000 no se podía actualizar. Tenía, en la parte superior de todas las características de Microsoft Pocket PC 2002, una pantalla mejorada Today (similar a la pantalla Today de Windows Mobile 5), el visor de documentos Office Clearvue para visualizar los documentos de Microsoft Office como aparecerían en un PC de escritorio, y la aplicación de copia de seguridad Hitachi Data Backup.

## Características
- CPU : Intel XScale PXA255 a 400 MHz
- Memoria RAM 32 Megabytes SDRAM
- Memoria ROM 32 Megabytes Flash EEPROM
- Tarjeta de memoria : Multi Media Card / Secure Digital
- CDMA  1900 MHz en Sprint PCS
- Lanzamiento: 2003
- Carcasa: en plástico plata y negro. En la zona superior, cámara digital giratoria, botón de encendido, puerto IrDA, antena no expandible y alojamiento del stylus. En el frontal, altavoz, leds de recordatorio y carga, pantalla táctil de 3,5 pulgadas. Bajo ella tres botones (Talk, Speaker Phone y End) y un teclado completo QWERTY de 37 teclas plateadas, con tecla FN/CAPS (azul cielo) y NUM (azul marino) para acceder a las funciones adicionales serigrafiadas, muy similar al que equipan varios HP IPAQ. Micrófono bajo la barra espaciadora. En la parte inferior conector de barrilete de fuente de alimentación externa   positivo centro negativo fuera, conector para la cuna y puerto USB Mini-B. En el lateral izquierdo conector minijack de 2,5 para auriculares/manos libres (con el equipo viene un adaptador para auriculares de 3,5), ranura de tarjeta Multi Media Card / Secure Digital (no soporta SDIO), rueda de scroll, botón de voz (activa la llamada verbal y la grabación de voz), Environment Switch (establece modo normal, ambiental y silencio total) y Key Guard Switch (en off bloquea pantalla, teclado y rueda). En el lateral derecho botón de control de volumen. en la trasera altavoz, botón de reset, y compartimento para las  baterías (dentro se encuentra además el botón de RESET completo).
- Cuna USB : en color plata. Conector de alimentación y señales en la cuna, conector de barrilete (para la fuente de alimentación) y cable USB integrado. Saliente que se engancha en la ranura de la trasera del móvil para evitar desplazamientos accidentales.
- Batería : Batería de iones de litio 3.7 Voltios DC, 1500 mAh
  - Tiempo de espera : hasta 168 horas
  - Tiempo de conversación : hasta 180 minutos
- Fuente de alimentación: autoconmutada 100-240 V AC, 50-60 Hz, salida 5.0 V DC, 2.0 Amperios
- Pantalla táctil : resistiva TFT transflectiva 3,5 pulgadas 240 x 320 pixels 65536 colores
- Tamaño : 147 milímetros (5,79 plg) H x 84 milímetros (3,31 plg) W x 23 milímetros (0,91 plg) D
- Peso : 238 gramos (8,40 oz)
- Conectividad : 
  - Conector USB Mini-B
  - Inalámbrica : IrDA Version 1.3
- Mensajes : correo electrónico ( SMTP, POP3 e IMAP4 ). mediante Pocket Outlook
- Navegador Web : WAP y HTTP mediante Pocket Internet Explorer
- Antenas : en el lateral derecho
- Tarjeta SIM : Mini-SIM.
- Cámara : de 0,3 megapíxels 640x480 VGA giratoria para usar como frontal o trasera. Tiene tres modos con varios ratios de zum digital
  - High (640 × 480): × 1
  - Middle (320 × 240): × 1, × 2
  - Low (160 × 120): ×1, ×2, ×4
- Sistema operativo : Pocket PC 2002 con todas sus aplicaciones de serie.
- FCC ID: ALBSH-G1000 (enlace roto disponible en Internet Archive; véase el historial, la primera versión y la última).
- ClearVue esta versión permite visualizar los siguientes formatos de fichero:
  - Microsoft Word : Word97/98/2000/2002 (.doc)
  - Microsoft Excel : Excel97/2000/2002 (.xls)
  - Microsoft PowerPoint: PowerPoint97/2000/2002 (.ppt)
  - PDF
- Software adicional : además de las aplicaciones estándar de Pocket PC 2002 trae PCS Business Connection SM Personal Edition (conexión con redes corporativas)y PCS Voice Command. En el CD de programas adicionales viene ActiveSync 3.7